# مخايل الأشقر
مخايل لويس الأشقر (15 مارس 1928 - 27 مايو 1982) كاتب مسرحي، أديب، شاعر وصحفي لبناني. ولد في في بلدة القعقور – المتن الشمالي في لبنان.

## حياته
ترعرع مخايل شاعرا وأديبا وباحثا في تاريخ بلاده الأدبي والحضاري. عقد الندوات الشعرية في أكثر من مكان وكتب بالعديد من الصحف والمجلات مثل صحيفة النهار، البناء، البيرق، وفي مجلات مثل صباح الخير، الحوادث، المصور الجديد، الساخر والكروان. كما عمل في الإذاعة اللبنانية لفترة طويلة وقدم برنامج الجندي. كتب مجموعة قصص منها: الغريب، الوصية المزورة وقصة سينمائية بعنوان «حسون». وقصة تلفزيونية بعنوان «كلمة السر». قصة مؤمن سنة 1978، تمثيلية علمتني الحياة. الملف المسروق.
في عام 1969 أسس «فرقة تموز للمسرح» التي قامت بتمثيل مسرحيتي «جمعية الأذكياء»، و «آخر كلمة». وله عدد من المسرحيات الكثيرة وهي ذات نوعين: درامي وكوميدي، وأبرزها: آخر كلمة وجمعية الأذكياء. العروس. الطبيب الثائر. عالحاجز. البطل. ولادة الفجر. المحامي. راحة الضمير. عين الحق لا تنام. يوسف آغا. الدنيا أم. الليل الابيض. حتى النهاية. بطلت اتجوز. المشهد الأخير. وقفة العز. كما صدر له ديوان شعر بعنوان «شلال» 

## أسرته
تزوج من آمال خوري، ولهما ابنتان: سيرين وهي من كبار المخرجين المسرحيين في العاصمة الفرنسية باريس، وميشلين وهي مهندسة زراعية تكتب الشعر والقصة القصيرة.